# Guillermo Pérez Roldán
Guillermo Pérez Roldán (ur. 20 października 1969 w Tandil) – argentyński tenisista, reprezentant w Pucharze Davisa.

## Kariera tenisowa
Występując jeszcze w gronie juniorów Pérez Roldán wygrał w 1986 i 1987 roku French Open w grze pojedynczej chłopców, a w grze podwójnej chłopców był najlepszy w 1986 roku, wspólnie z Frankiem Davínem.
Jako zawodowy tenisista Pérez Roldán występował w latach 1986–1996.
W grze pojedynczej awansował do 20 finałów rangi ATP World Tour, z których w 9 zwyciężył. Wszystkie finały odbyły się na nawierzchni ziemnej. W zawodach wielkoszlemowych najdalej doszedł do ćwierćfinału French Open w 1988 roku, gdy pojedynek o udział w półfinale przegrał z Andre Agassim.
W grze podwójnej tenisista argentyński osiągnął 3 finały ATP World Tour, przegrywając wszystkie.
W latach 1988–1993 reprezentował Argentynę w Pucharze Davisa, rozgrywając 8 meczów singlowych, z których w 3 triumfował.
W rankingu gry pojedynczej Pérez Roldán najwyżej był na 13. miejscu (12 września 1988), a w klasyfikacji gry podwójnej na 74. pozycji (1 maja 1989).

### Finały w turniejach ATP World Tour
| Legenda                                      |
| -------------------------------------------- |
| Wielki Szlem                                 |
| Igrzyska olimpijskie                         |
| Tennis Masters Cup / ATP Finals              |
| ATP Masters Series / ATP Tour Masters 1000   |
| ATP International Series Gold / ATP Tour 500 |
| ATP International Series / ATP Tour 250      |

#### Gra pojedyncza (9–11)
| Końcowy wynik | Nr  | Data                | Turniej      | Nawierzchnia | Przeciwnik        | Wynik finału            |
| ------------- | --- | ------------------- | ------------ | ------------ | ----------------- | ----------------------- |
| Zwycięzca     | 1.  | 10 maja 1987        | Monachium    | Ceglana      | Marián Vajda      | 6:3, 7:6                |
| Zwycięzca     | 2.  | 21 czerwca 1987     | Ateny        | Ceglana      | Tore Meinecke     | 6:2, 6:3                |
| Finalista     | 1.  | 2 sierpnia 1987     | Hilversum    | Ceglana      | Miloslav Mečíř    | 4:6, 6:1, 3:6, 2:6      |
| Zwycięzca     | 3.  | 22 listopada 1987   | Buenos Aires | Ceglana      | Jay Berger        | 3:2 krecz               |
| Zwycięzca     | 4.  | 8 maja 1988         | Monachium    | Ceglana      | Jonas Svensson    | 7:5, 6:3                |
| Finalista     | 2.  | 15 maja 1988        | Rzym         | Ceglana      | Ivan Lendl        | 6:2, 4:6, 2:6, 6:4, 4:6 |
| Finalista     | 3.  | 31 lipca 1988       | Hilversum    | Ceglana      | Emilio Sánchez    | 3:6, 1:6, 6:3, 3:6      |
| Finalista     | 4.  | 14 sierpnia 1988    | Praga        | Ceglana      | Thomas Muster     | 4:6, 7:5, 2:6           |
| Finalista     | 5.  | 13 listopada 1988   | Buenos Aires | Ceglana      | Javier Sánchez    | 2:6, 6:7                |
| Finalista     | 6.  | 17 września 1989    | Genewa       | Ceglana      | Marc Rosset       | 4:6, 5:7                |
| Zwycięzca     | 5.  | 1 października 1989 | Palermo      | Ceglana      | Paolo Canè        | 6:1, 6:4                |
| Finalista     | 7.  | 11 marca 1990       | Casablanca   | Ceglana      | Thomas Muster     | 1:6, 7:6, 2:6           |
| Finalista     | 8.  | 15 kwietnia 1990    | Barcelona    | Ceglana      | Andrés Gómez      | 0:6, 6:7, 6:3, 6:0, 2:6 |
| Finalista     | 9.  | 22 lipca 1990       | Stuttgart    | Ceglana      | Goran Ivanišević  | 7:6, 1:6, 4:6, 6:7      |
| Zwycięzca     | 6.  | 26 sierpnia 1990    | San Marino   | Ceglana      | Omar Camporese    | 6:3, 6:3                |
| Finalista     | 10. | 5 maja 1991         | Monachium    | Ceglana      | Magnus Gustafsson | 6:3, 3:6, 3:4 krecz     |
| Zwycięzca     | 7.  | 4 sierpnia 1991     | San Marino   | Ceglana      | Frédéric Fontang  | 6:3, 6:1                |
| Zwycięzca     | 8.  | 22 marca 1992       | Casablanca   | Ceglana      | Germán López      | 2:6, 7:5, 6:3           |
| Finalista     | 11. | 21 czerwca 1992     | Genua        | Ceglana      | Andrij Medwediew  | 3:6, 4:6                |
| Zwycięzca     | 9.  | 21 marca 1993       | Casablanca   | Ceglana      | Junus al-Ajnawi   | 6:4, 6:3                |

#### Gra podwójna (0–3)
| Końcowy wynik | Nr | Data             | Turniej   | Nawierzchnia | Partner           | Przeciwnicy                  | Wynik finału |
| ------------- | -- | ---------------- | --------- | ------------ | ----------------- | ---------------------------- | ------------ |
| Finalista     | 1. | 31 lipca 1988    | Hilversum | Ceglana      | Magnus Gustafsson | Sergio Casal Emilio Sánchez  | 6:7, 6:7     |
| Finalista     | 2. | 25 września 1988 | Genewa    | Ceglana      | Gustavo Luza      | Mansur Bahrami Tomáš Šmíd    | 4:6, 3:6     |
| Finalista     | 3. | 17 września 1989 | Genewa    | Ceglana      | Mansur Bahrami    | Andrés Gómez Alberto Mancini | 3:6, 5:7     |